# Taphrospermum
Taphrospermum é um género botânico pertencente à família Brassicaceae.